# Mynydd Gartheiniog
Mynydd Gartheiniog är ett berg i Storbritannien.   Det ligger i kommunen Gwynedd och riksdelen Wales, i den södra delen av landet, 280 km nordväst om huvudstaden London. Toppen på Mynydd Gartheiniog är 675 meter över havet, eller 379 meter över den omgivande terrängen. Bredden vid basen är 11,7 km.
Terrängen runt Mynydd Gartheiniog är huvudsakligen kuperad. Runt Mynydd Gartheiniog är det ganska tätbefolkat, med 60 invånare per kvadratkilometer. Närmaste större samhälle är Dolgellau, 9,3 km väster om Mynydd Gartheiniog. I omgivningarna runt Mynydd Gartheiniog växer i huvudsak blandskog.